# 차이나 돌스
차이나 돌스(China Dolls, 간체자: 中国娃娃, 정체자:中國娃娃)는 BELL과 DOLL(HwaHwa)로 이루어진 여성 2인조 그룹이다. 태국에서 활동하고 있는 그룹이며, 중국에서는 가수그룹이름이 중국왜왜(中國娃娃)로 알려져 있다. 두 명 모두 대만에서 태국으로 이민간 케이스. BELL의 경우, 태국에서 나고 자라, 중국어를 잘 구사하지 못하지만, DOLL의 경우 초등학교를 대만에서 지냈기 때문에, 유창하게 중국어를 구사할 수 있다고 한다. 현재 주로 태국에서 활동하고 있는 가수이다.